# Liberty of the Seas (schip, 2007)
De Liberty of the Seas is een cruiseschip van de Royal Carribean Cruise Lines. Het werd in anderhalf jaar tijd gebouwd op de Aker Finnyards in Finland, in Turku, waar ook haar zusterschip, de Freedom of the Seas was gebouwd. Op dat moment waren het de grootste cruiseschepen die ooit waren gebouwd. Het zou eerst de naam Endeavour of the Seas krijgen, maar dat werd veranderd. Het schip heeft 15 dekken.
Op 19 april 2007 werd ze overgedragen aan de eigenaar Royal Caribbean Cruises Ltd. en op 22 april 2007 deed ze haar eerste haven aan, Southampton, met name voor reclame. Op 3 mei 2007 arriveerde ze in Cape Liberty Cruise Port. Het schip werd officieel in dienst gesteld op 18 mei 2007.
De Liberty of the Seas is het tweede schip in de Freedomklasse. Het derde schip, de Independence of the Seas, werd in april 2008 opgeleverd. In 2009 kwam het eerste schip van de Oasisklasse in de vaart, dat nog groter was.
In de week van 23 januari 2011 werd in Freeport op de Bahama's het schip in het droogdok gezet en gerenoveerd. De populair gebleken voorzieningen van de Oasisklasse-schepen werden op het schip overgenomen. Een van die attracties was de DreamWorks Experience.

## Foto's

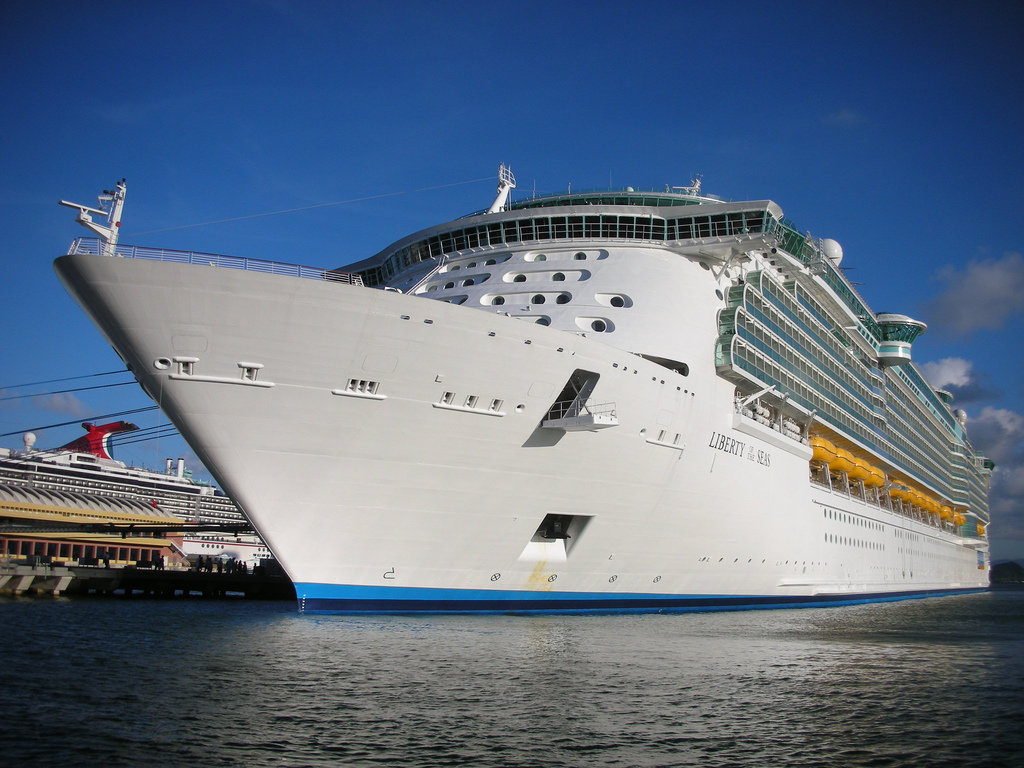
San Juan, Puerto Rico
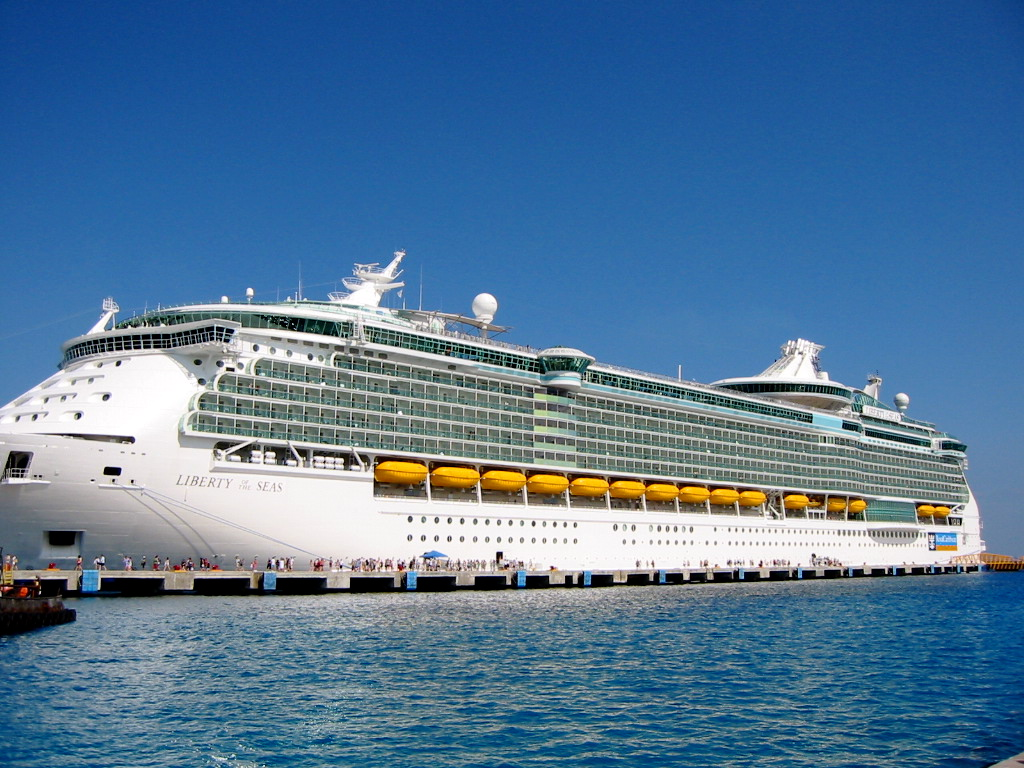
Cozumel, Mexico
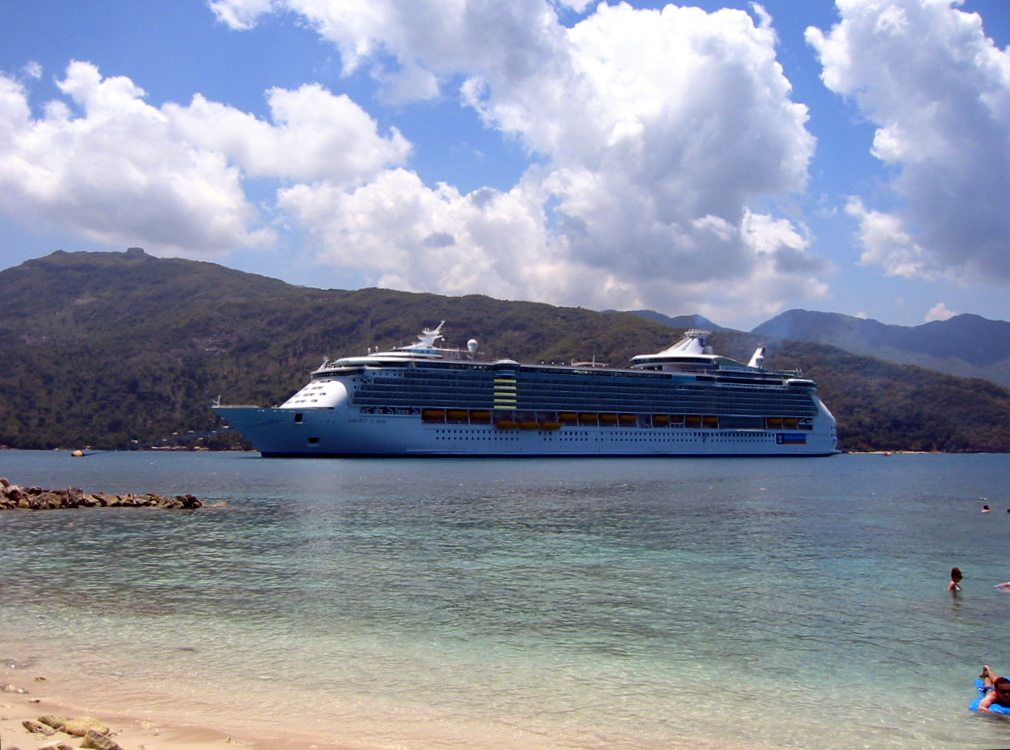
Voor anker in Haïti
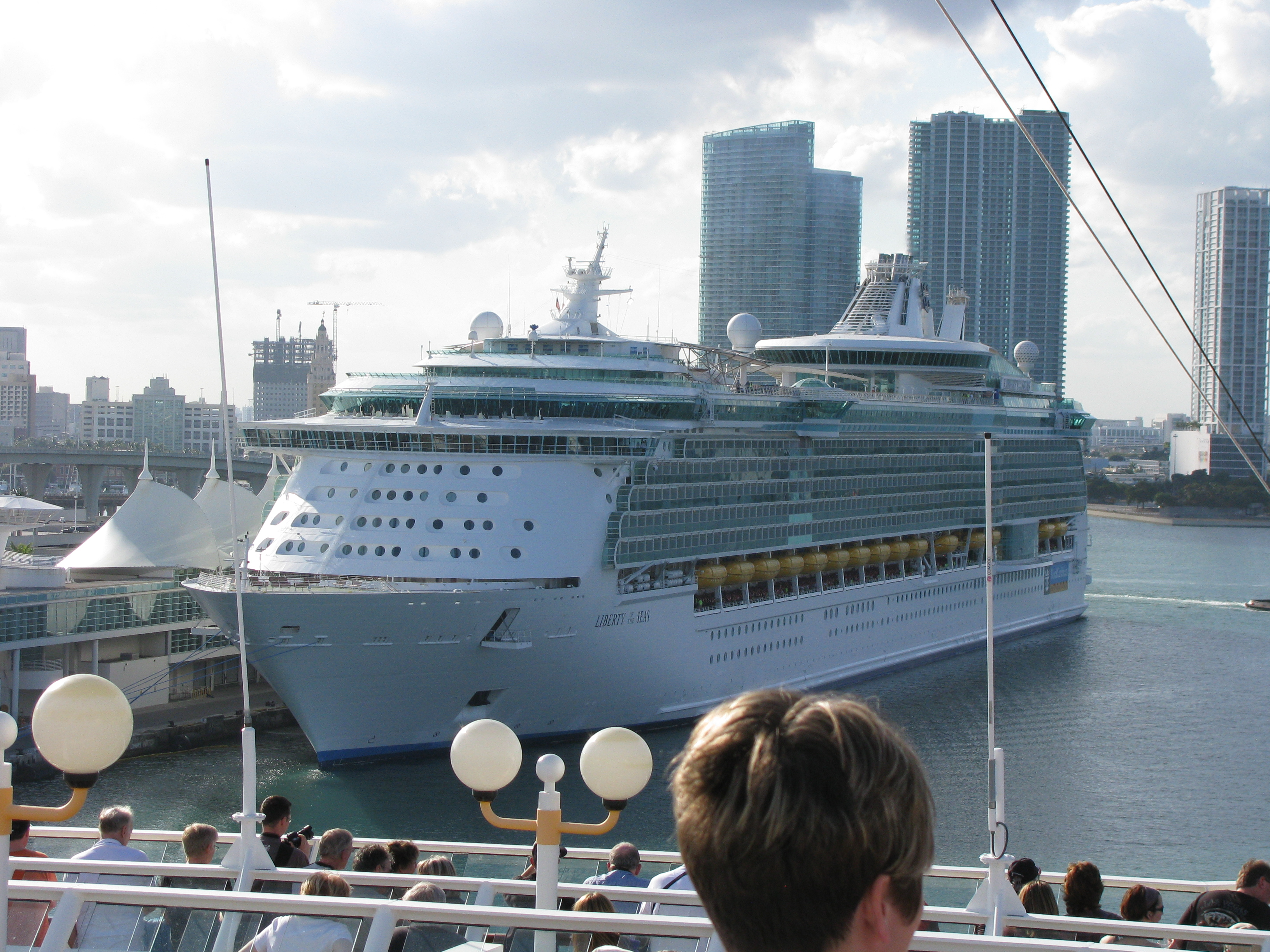
Miami